# Pterolophia nigrobiarcuata
Pterolophia nigrobiarcuata là một loài bọ cánh cứng trong họ Cerambycidae.